# Veraliprida
La veraliprida (Agreal, Agradil) es un antipsicótico típico de la clase de las benzamidas . Está indicado para el tratamiento de los síntomas vasomotores asociados a la menopausia . Es un antagonista de los  receptores D2  e induce la secreción de prolactina sin efectos estrogénicos ni progestágenos. Su uso se autorizó por primera vez en 1979. La veraliprida nunca obtuvo la aprobación en los Estados Unidos.[cita requerida]

## Efectos adversos
A las mujeres qué lo tomaron les originó Parkinson a edades muy tempranas, y este fue mucho más agresivo y avanzaba más rápido, produciendo la muerte a edad muy temprana.[cita requerida] También ha producido  otros graves efectos como tumores, depresión, demencia, etc. Por esa razón cesó su venta a pesar de qué el laboratorio Sanofi sabía los graves efectos secundarios qué producía y permitió durante años después qué lo siguieran tomando mujeres sanas (incluso años después se permitió su comercialización en México después de llevar casi 15 años prohibido en toda Europa un medicamento qué nunca fue aprobado por Estados Unidos).[cita requerida]
En septiembre de 2006 fue retirado del mercado español. Como resultado, la Comisión Europea remitió el asunto a la Agencia Europea de Medicamentos (EMA). En julio de 2007, la EMA recomendó la retirada de las autorizaciones de comercialización de la veraliprida.